# Michele Merlo
Michele Merlo (Casaleone, 7 agosto 1984) è un ex ciclista su strada italiano.
Professionista dal 2009 al 2013, ottenne una vittoria di tappa al Tour of Britain e una alla Vuelta al Táchira.

## Palmarès
- 2005

Trofeo Gino Visentini
Gran Premio Calvatone
- 2007

Circuito Silvanese
Coppa Comune di Rivarolo del Re
- 2008

Coppa San Geo
Trofeo C.T. Trasporti - Gran Premio Ciaponi Edilizia
Gran Premio Città di Venezia
Trofeo Papà Cervi
Gran Premio Città di Valeggio
GP Banca di Credito Cooperativo dell'Alta Padovana
Medaglia d'Oro G.S. Villorba
Gran Premio di San Luigi
Targa Libero Ferrario
Coppa Città di Bozzolo
- 2009 (Barloworld, una vittoria)

8ª tappa Tour of Britain
- 2013 (Vini Fantini-Selle Italia, due vittorie)

2ª tappa Vuelta al Táchira
1ª tappa Tour de Kumano

## Piazzamenti

### Grandi Giri
- Giro d'Italia

2010: ritirato (6ª tappa)